# 1520
1520 (MDXX) a fost un an bisect al calendarului iulian, care a început într-o zi de duminică.

## Evenimente
- 19 ianuarie – Regele Christian al II-lea al Danemarcei și Norvegiei îi învinge pe suedezi, la Lacul Åsunden din Suedia. Regentul suedez Sten Sture cel Tânăr este rănit de moarte în luptă. Este dus rapid spre Stockholm, pentru a conduce lupta împotriva danezilor de acolo, dar moare din cauza rănilor pe 3 februarie. [1]
- 16 aprilie – Revolta Comuneros: cetățenii din Toledo, Castilia, împotriviți stăpânirii flamandului Carol al V-lea, împăratul Sfântului Roman, se ridică atunci când guvernul regal încearcă să detroneze consilierii radicali ai orașului.
- Iunie – Montezuma al II-lea, conducătorul aztec al Tenochtitlanului, este declarat destituit din cauza captivității sale de către conchistatorul Hernán Cortés. Fratele său Cuitláhuac urcă pe tron.
- 7 iunie – Regele Henric al VIII-lea al Angliei și regele Francisc I al Franței se întâlnesc la faimosul Câmp al Pânzei de Aur. [2]
- 10 iunie – Revolta Comuneros: la Segovia se instituie o blocadă.
- 15 iunie – Papa Leon al X-lea emite bula Exsurge Domine (Ridică-te, Doamne), amenințându-l pe Martin Luther cu excomunicarea, dacă nu își retractează poziția cu privire la indulgențe și alte doctrine catolice.
- 1 iulie – La Noche Triste (Noaptea tristeții): forțele lui Cuitláhuac, conducătorul aztec al Tenochtitlanului, obțin o victorie majoră împotriva forțelor conchistadorului Hernán Cortés. Acest lucru duce la moartea a aproximativ 400 de conchistadori și a aproximativ 2.000 dintre aliații lor nativi americani. Cu toate acestea, Cortés și cei mai pricepuți dintre oamenii săi reușesc să evadeze și mai târziu să se regrupeze.
- 7 iulie – Otumba lângă lacul Texcaco: spaniolii îi înving pe azteci. [3]
- August – Martin Luther scrie Către nobilimea creștină de nație germană.
- 7 septembrie – Christian al II-lea își face intrarea triumfală în Stockholm, care i se predase cu câteva zile mai devreme. Văduva lui Sten Sture, Christina Gyllenstierna, care a condus lupta după moartea lui Sten, și toate celelalte persoane din rezistența împotriva danezilor, li se acordă amnistia și sunt grațiate pentru implicarea lor în rezistență.

- 22 septembrie: Soliman I devine sultan al Imperiului Otoman.
- Octombrie – Cuitláhuac, conducătorul aztec din Tenochtitlan, moare de variolă. El este succedat de nepotul său Cuauhtémoc.
- 21 octombrie (Sărbătoarea Sfintei Ursula) – Insulele Saint Pierre și Miquelon sunt descoperite de exploratorul portughez João Álvares Fagundes, în largul Newfoundland. El le numește Insulele celor 11.000 de Fecioare, în cinstea Sfintei Ursula.
- 26 octombrie – Carol al V-lea este încoronat rege al Germaniei.
- 1 noiembrie: Fernando Magellan descoperă strâmtoarea care-i va purta numele.

- 1 – 4 noiembrie – Christian II este încoronat rege al Suediei. Încoronarea este urmată de o sărbătoare de trei zile la Stockholm.
- 7 noiembrie – La sfârșitul celei de-a treia zile a sărbătorii de încoronare a lui Christian, mai multe figuri de frunte ale rezistenței suedeze împotriva invaziei daneze sunt întemnițate și judecate pentru înaltă trădare.
- 8 – 10 noiembrie – Baia de sânge din Stockholm: 82 de nobili și duhovnici, condamnați la moarte pentru implicarea lor în rezistența suedeză împotriva invaziei daneze, sunt executați prin decapitare.
- 10 decembrie – Martin Luther arde o copie a Cărții Dreptului Canonic și copia sa a bulei papale Exsurge Domine.

## Nașteri
- 22 februarie – Frederic al III-lea de Legnica, duce de Legnica (d. 1570)
- 27 iulie – Gonzalo II Fernández de Córdoba, guvernator al Ducatului de Milano (d. 1578)

- 1 august: Sigismund al II-lea August, rege al Poloniei (d. 1572)
- 10 august: Magdalena de Valois, regină a Scoției (d. 1537)
- 13 septembrie: William Cecil, Baron Burghley, consilier al reginei Elisabeta I a Angliei (d. 1598)
- 6 decembrie – Barbara Radziwiłł, regina Poloniei (d. 1551)
- 13 decembrie: Sixt al V-lea (n. Felice Peretti). Papă al bisericii romano-catolice (d. 1590)

posibil
- Patriarhul Mitrofan al III-lea al Constantinopolului (d. 1580)
- Aben Humeya, ultimul rege independent al Granadei (d. 1568)
- Johannes Acronius Frisius, doctor și matematician german (d. 1564)

- Hans Eworth, portretist flamand (d. 1574)
- Jorge de Montemor, romancier și poet spaniol (d. 1561)
- Giovanni Battista Moroni, pictor manierist italian (d. 1578)
- Catherine Howard, a cincea regină a lui Henric al VIII-lea al Angliei, (născută între 1518 și 1524; d. 1542)

## Decese
- 10 ianuarie – Jo Gwang-jo, filozof coreean (n. 1482)
- 3 februarie – Sten Sture cel Tânăr, vicerege al Suediei (n. 1493) [4]
- 7 februarie – Alfonsina de' Medici, născută Orsini, regentă al Florenței (n. 1472)

- 6 aprilie: Rafael (n. Rafael Sanzio), 37 ani, pictor italian (n. 1483)

- 29 iunie – Moctezuma II, al 9-lea Tlatoani (împărat) al aztecilor, asasinat sau posibil ucis într-o revoltă, 1502-1520 (n. 1466) [5]
- 6 august – Kunigunde a Austriei, arhiducesă a Austriei (n. 1465)

- 22 septembrie: Selim I, 54 ani, sultan otoman (n. 1465)
- 28 octombrie: Pier Gerlofs Donia, războinic legendar, 39 ani (n. 1480)
- Octombrie – Cuitláhuac, al 10-lea Tlatoani (împărat) al aztecilor, 1520, fratele lui Moctezuma al II-lea, variolă (n. circa 1476) [6]

probabil
- Cacamatzin, regele Texcoco (altepetl) (Mexic modern) (n. 1483) [7]
- Ratna Malla, primul raja din Kantipur
- Visoun, regele Lan Xang (n. 1465)
- Clara Tott, cântăreață de curte germană (n. 1440)
- Filippo de Lurano, compozitor italian (n. 1475)